# Calothorax
Calothorax är ett släkte med fåglar i familjen kolibrier inom ordningen seglar- och kolibrifåglar. Släktet omfattar endast två arter som förekommer från sydvästra USA till Mexiko:
- Luciferkolibri (C. lucifer)
- Praktkolibri (C. evelynae)